# Si (nốt nhạc)

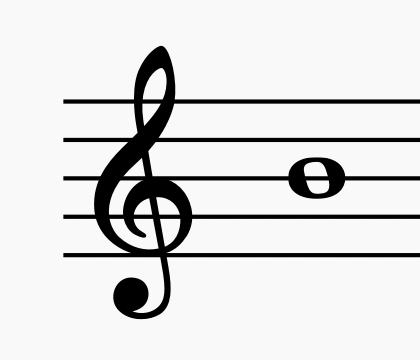
Nốt Si 4 (B4) biểu diễn theo Khóa Sol

Trong giới hạn của cao độ, Si (tiếng Anh là Si hoặc Ti), ký hiệu là B (phổ biến) hoặc H (sử dụng ở một số quốc gia châu Âu) là nốt nhạc thứ bảy của phần cố định quy mô Do-Solfege và của âm giai Đô trưởng. Nốt sát âm dưới là A (đọc là La), sát âm trên là C (đọc là Đô). Khoảng trùng âm của nốt Si là A (đọc là La hai thăng, La thăng kép) hoặc C♭ (đọc là Đô giáng), mà theo định nghĩa là giảm một nửa cung Đô - C (tức Si thăng - B♯) hoặc tăng một nửa cung La thăng - A♯ (tức Si giáng - B♭).
Nốt Si là chất liệu sáng tác âm nhạc chính cho các cung Si trưởng và Si thứ.

## Âm giai

### Các âm giai phổ biến khởi đầu bằng nốt Si
- Si trưởng: B C♯ D♯ E F♯ G♯ A♯ B
- Si thứ: B C♯ D E F♯ G A B
- B Harmonic minor: B C♯ D E F♯ G A♯ B
- B Melodic minor ascending: B C♯ D E F♯ G♯ A♯ B
- B melodic minor descending: B A G F♯ E D C♯ B

### Thang âm nguyên
- B Ionian: B C♯ D♯ E F♯ G♯ A♯ B
- B Dorian: B C♯ D E F♯ G♯ A B
- B Phrygian: B C D E F♯ G A B
- B Lydian: B C♯ D♯ E♯ F♯ G♯ A♯ B
- B Mixolydian: B C♯ D♯ E F♯ G♯ A B
- B Aeolian: B C♯ D E F♯ G A B
- B Locrian: B C D E F G A B

### Âm giai ngũ cung
- B Traditional Chinese: B D E F♯ A B
- C Pelog bem: B D F F♯ G B
- C Pelog bagang: B C♯ F  F♯ G B
- C Pelog selesir: B C D F♯ G B

### Jazz melodic minor
- B Ascending melodic minor: B C♯ D E F♯ G♯ A♯ B
- B Dorian ♭2: B C D E F♯ G♯ A B
- B Lydian augmented: B C♯ D♯ E♯ F G♯ A♯ B
- B Lydian dominant: B C♯ D♯ E♯ F♯ G♯ A B
- B Mixolydian ♭6: B C♯ D♯ E F♯ G A B
- B Locrian ♮2: B C♯ D E F G A B
- B Altered: B C D E♭ F G A B